# Casal de Sant Jordi
El Casal de Sant Jordi, originalmente conocido como Casa Tecla Sala, es un edificio ubicado en el Ensanche de Barcelona, España. Fue construido entre 1929 y 1931 por Francesc Folguera por encargo de Tecla Sala, para albergar la residencia familiar y las oficinas de su empresa textil. En la actualidad es la sede del Departamento de Justicia de la Generalidad de Cataluña.
El inmueble está inscrito como Bien Cultural de Interés Local en el Catálogo del Patrimonio Cultural catalán, con el código 08019/1401.
El nombre popular del edificio proviene de la gran escultura de San Jorge (en catalán: Sant Jordi) que preside la fachada, obra de Joan Rebull.

## Historia
El edificio fue un encargo de los industriales textiles Joan Riera y Tecla Sala. El matrimonio era natural de Roda de Ter, donde habían iniciado su negocio con una fábrica de hilaturas de algodón conocida como La Blava. En 1913 adquirieron otra factoría en Hospitalet de Llobregat, lo que les llevó a comprar un solar en el nuevo centro de Barcelona, el Ensanche, para construir un edificio donde ubicar las oficinas de la empresa, su domicilio y la residencia para sus hijos. A la muerte de Riera, en 1926, su viuda siguió con el negocio textil y con la construcción del edificio. La obra fue el primer gran proyecto que recibió Francesc Folguera, arquitecto novecentista. La construcción se inició en 1929 y terminó 1931.
Conforme a su profunda religiosidad, Tecla Sala instaló una capilla privada en la finca, donde celebró las bodas de sus hijos. Dio también cobijo a eclesiásticos como el humanista Lluís Carreras, que contaba con una biblioteca instalada en el edificio, o el sacerdote Antoni Batlle, considerado el impulsor del escultismo en Cataluña, que vivió en uno de los pisos.
Tras la muerte de Tecla Sala en 1973 sus hijos traspasaron la empresa familiar y el Casal de Sant Jordi pasó a manos de Caja de Pensiones para la Vejez y de Ahorros de Cataluña y Baleares, que posteriormente vendió el edificio a la Generalidad de Cataluña. Entre 1985 y 1986 el arquitecto Ignasi Sánchez Domènech dirigió las obras para convertirlo en la sede del Departamento de Justicia del gobierno autonómico. En 1989 el mismo arquitecto llevó a cabo una nueva reforma en la planta baja y el sótano, para ampliar las dependencias de la Consejería.

## Arquitectura
Obra del arquitecto Francesc Folguera, el Casal de Sant Jordi —junto con la Casa Josep Masana— está considerado el primer edificio de Barcelona inspirado por las corrientes racionalistas centroeuropeas.
La finca ocupa un chaflán, en la intersección de las calles Caspe y Pau Claris. La estructura en alzado del edificio comprende un total de nueve plantas (planta baja, entresuelo y siete pisos). El ático está resuelto en dos niveles escalonados y abiertos a una terraza posterior, donde se ubica un jardín diseñado por Joan Mirambell, con terrazas, pérgolas y un estanque con fondo de vidrio que sirve, al mismo tiempo, de claraboya del patio interior.

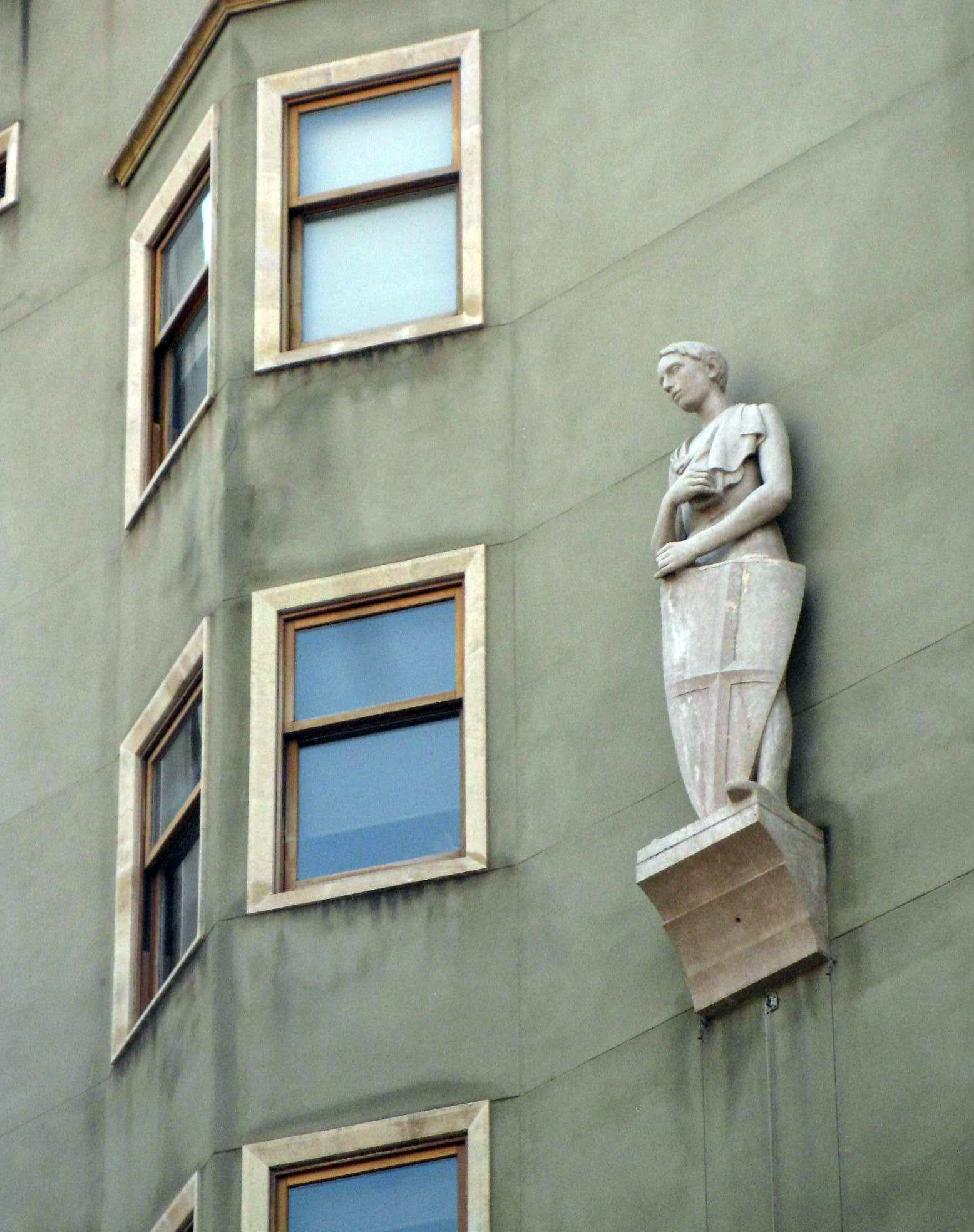
El San Jorge de Rebull preside la fachada.

La fachada de la casa estructura sus aperturas en ejes horizontales. Sin embargo, se distinguen diferentes tipos de ventana, que expresan exteriormente los distintos usos interiores de cada una de las plantas. La parte originalmente destinada a oficinas ocupaba la planta baja, el entresuelo y los tres primeros pisos, que se abren al exterior mediante tres niveles de ventanas rectangulares. Las tres plantas superiores, destinadas a viviendas, se manifiestan en el exterior por medio de ventanas menos numerosas. Por último, en el ático, concebido como residencia de la propietaria, hay siete ventanas apaisadas, del tipo Chicago (Chicago windows). Los muros de la fachada están revestidos con un revoco de mortero verde.
La decoración escultórica de la fachada, obra de Joan Rebull, constituye una de las últimas muestras del novecentismo catalán. Presidiendo la fachada, sobre una peana, destaca la escultura de cuatro metros del patrón de Cataluña, San Jorge, cuya presencia revela el carácter nacionalista de la familia Riera Tecla. Rebull representa al santo lejos de la tradicional iconografía del guerrero: sin espada ni caballo y con aire bondadoso. Del mismo artista son dos relieves de mármol sobre las puertas que flanquean el acceso principal, en la planta baja, y que representan a Mercurio y Ceres, símbolos del comercio y de la agricultura. Los relieves de estilo novecentista que adornan las tres puertas broncíneas exteriores, así como las barandillas de las escaleras interiores, son obra de Charles Collet.
Folguerola se encargó también de todo el diseño interior, incluyendo el mobiliario. En este sentido, destacan los pavimentos, los cierres de los ascensores, la carpintería y otros detalles ornamentales próximos al art déco, que se han conservado hasta la actualidad.